# Arbeiterbibliothek
Die Arbeiterbibliothek war anfangs der Versuch der sozialistischen und kirchlich-sozialen Bewegungen nach 1840, entsprechend ihrem von der Aufklärung geprägten Menschenbild das Massenelend in den Industriezentren durch verstärkte Bildungsangebote zu mildern und gleichzeitig den Einfluss der als schädlich empfundenen Belletristik kommerzieller Leihbibliotheken einzudämmen. Darum wurde neben fachlichen und politischen Schriften auch gehobene Unterhaltungsliteratur aufgenommen. Aus dem Versuch entwickelte sich ein außerordentlich erfolgreiches Arbeiterbibliothekswesen.
Die Arbeiterbibliotheken wurden in der Zeit des Nationalsozialismus vernichtet und nach dem Zweiten Weltkrieg nicht mehr wiederbelebt.

## Arbeiterbibliotheken vor 1878
Der im Februar 1861 in Leipzig gegründete Gewerbliche Bildungsverein eröffnete am 11. April 1861 eine Bibliothek, die zu Beginn aus 350 gebundenen und 100 broschierten Büchern sowie 13 Zeitschriften bestand. August Bebel wurde 1862 zum Vorsitzenden der Bibliothekskommission des Vereins gewählt. Im Jahr 1865 besaß die Bibliothek 904 Bücher, die 1.391-mal ausgeliehen wurden. Der Arbeiterbildungsverein Leipzig formulierte das Ziel, dem bereits vorhandenen Wissen das zu entnehmen, was dem eigenen revolutionären Emanzipationskampf der Arbeiterklasse nützte. Mit wachsendem Einfluss vergrößerte er auch seine Bibliothek. Ihr Bestand wuchs stetig an und zählte 1876 2.040 Bücher, die 2.017-mal an 185 Leser ausgeliehen wurden. Nach Inkrafttreten des "Bismarckschen" Sozialistengesetzes 1878 wurde mit dem Verbot der Sozialdemokratischen Arbeiterpartei auch der Verein aufgelöst und die Bibliothek beschlagnahmt.
Auch einzelne Industriegewerkschaften waren Träger von Arbeiterbibliotheken:
- Die älteste Gewerkschaftsbibliothek in Leipzig gehörte dem Buchdruckerverband. 1864 besaß sie 940 Bände, im Jahre 1906 über 38.000, davon 1.600 Bände Sachliteratur.
- 1884 eröffnete auch der Buchbinderverband seine Bibliothek.
- Der Metallarbeiterverband hatte 1906 z. B. 1.350 Bände, davon 100 Bände Sachliteratur.[1]
- Neben den drei großen oben genannten Gewerkschaftsbibliotheken besaßen weitere 21 Gewerkschaften mit 34.400 Mitgliedern eigene Bibliotheken.

## Bibliothek des Fortbildungs- und des Arbeitervereins
Das Sozialistengesetz konnte die Arbeiterbewegung nicht völlig ausschalten. Am 17. Februar 1879 wurde der Fortbildungsverein für Arbeiter gegründet. Seine Bemühungen, die beschlagnahmten Bibliotheksbestände des Arbeiter-Bildungsvereins zu erwerben scheiterten, sodass er neu Bestände aufbauen musste. Auch mit Spenden der Arbeiter wurde eine neue Bibliothek etabliert, die 1881 über 574 verfügte, nach Aufhebung des Sozialistengesetzes 1890 über 1.800 Bände. Die Bibliothek Leipzig befand sich von 1894 bis 1907 in "Deutrichs Hof" (Reichsstraße 8).

## Arbeiterbibliotheken unter dem Arbeiterbildungsinstitut
Nach dem Mannheimer SPD-Parteitag wurde 1907 das Allgemeine Arbeiterbildungsinstitut (ABI) gegründet. Es zentralisierte Bibliotheken der SPD und fast aller Industriegewerkschaften, die Gewerkschaft der Schuhmacher vereinigte ihren Bestand mit der Zentralbibliothek 1909. Die drei großen Bibliotheken des Buchdrucker-, Buchbinder- und des Metallarbeiterverbandes blieben bis 1933 selbständig, arbeiteten aber unter Anleitung des ABI mit den anderen Arbeiterbibliotheken zusammen.
Neben der organisatorischen Zentralisierung des Bibliothekswesens sorgte das ABI auch für die fachliche Weiterbildung der Bibliothekare der Ortsvereinsbibliotheken, der drei Gewerkschaftsbibliotheken und der neu geschaffenen Zentralbibliothek. Leiter des ABI und vor allem des Ausschusses für das Bibliothekswesen war von 1907 bis 1919 Gustav Hennig. Er verfasste theoretische Schriften zum Arbeiterbibliothekswesen und gab von 1909 bis 1921 die internationale Zeitschrift "Der Bibliothekar" heraus.
Die Zentralbibliothek wurde am 21. April 1907 im Leipziger Volkshaus eröffnet. Die 4.000 Bände konnten politisch und gewerkschaftlich organisierte Arbeiter unentgeltlich entleihen, 1933 waren es rund 10.000 Bände. Allein in Leipzig gab es 1913 in den 59 Bibliotheksstandorten mehr als 60.000 Bücher und Zeitschriften, die in dem Jahr 215.000-mal ausgeliehen wurden. Nach diesem Höhepunkt wurde die weitere Entwicklung durch den Ausbruch des Ersten Weltkriegs (1914–1918) gehemmt.
Auch die 1918 gegründete KPD unterhielt später einige Arbeiterbibliotheken. In Leipzig betrieb sie die UNS-Produktivgenossenschaft mit einem Verlag, einer Buchhandlung und einer kleinen Bibliothek, der UNS-Bücherstube. Doch auch in jenen Jahren wurde das Arbeiterbibliothekswesen deutschlandweit ausschließlich von der SPD und den Gewerkschaften politisch und organisatorisch geleitet.
Im Berner Quartier Bümplitz entstand schon früh eine Arbeiterbibliothek. Dafür wurde 1916 die kleine Bibliothek der Sozialdemokratischen Mitgliedschaft Bümplitz mit den Bücherbeständen des Grütlivereins zusammengelegt. Die Bibliothek war während weniger Stunden pro Wochen geöffnet.

## Das Ende der Arbeiterbibliotheken 1933
Nach der Machtergreifung 1933 gingen die Nationalsozialisten neben der persönlichen Verfolgung politischer Gegner rigoros gegen kommunistische, sozialdemokratische und gewerkschaftliche Organisationen und Einrichtungen vor. Auch deren Bibliotheken wurden zunächst beschlagnahmt. Später wurden wertvolle Bestände entwendet, in den Augen der Nazis "ungefährliche" Schriften versteigert und die "gefährliche" Literatur verbrannt. Alle 1933 bestehenden 2.500 Bibliotheken der SPD und Gewerkschaften mit ihren etwa 1,5 Millionen Bänden wurden zerstört.